# Ernakulamia cochinensis
Ernakulamia cochinensis är en svampart som först beskrevs av Chirayathumadom Venkatachalier Subramanian, och fick sitt nu gällande namn av Chirayathumadom Venkatachalier Subramanian 1996. Ernakulamia cochinensis ingår i släktet Ernakulamia, divisionen sporsäcksvampar och riket svampar.   Inga underarter finns listade i Catalogue of Life.